# Miconia phaeophylla
Miconia phaeophylla är en tvåhjärtbladig växtart som beskrevs av José Jéronimo Triana. Miconia phaeophylla ingår i släktet Miconia och familjen Melastomataceae.
Artens utbredningsområde är Peru. Inga underarter finns listade i Catalogue of Life.